# Ashley Lahey
Ashley Lahey (* 26. Oktober 1999 in Boulder) ist eine US-amerikanische Tennisspielerin.

## Karriere
Lahey begann mit sieben Jahren das Tennisspielen und bevorzugt Hartplätze. Sie spielt vor allem Turniere der ITF Women’s World Tennis Tour, wo sie bislang ein Turnier im Einzel und acht Turniere im Doppel gewonnen hat.
2016 erhielt sie zusammen mit ihrer Partnerin Samantha Harris eine Wildcard für das Hauptfeld im Damendoppel der Schönbusch Open. Die Paarung verlor aber bereits ihr Erstrundenmatch gegen Manon Arcangioli und Chloé Paquet mit 1:6 und 1:6. Bei den US Open 2016 erreichte sie im Juniorinneneinzel das Achtelfinale, wo sie Sofia Kenin, der Australian Open Siegerin von 2020, knapp in drei Sätzen unterlag.
2017 erhielt sie als Gewinnerin der NCAA Division I Tennis Championships 2017 eine Wildcard für die Qualifikation im Dameneinzel der US Open, wo sie aber bereits in der ersten Qualifikationsrunde gegen Sofja Andrejewna Schuk mit 0:6 und 5:7 verlor.

## College Tennis
Im College Tennis spielte Lahey ab der Saison 2016/17 bis 2020/21 für die Waves der Pepperdine University. Bei den ITA Masters 2016 erreichte sie das Viertelfinale im Dameneinzel. 2018 erreichte sie mit ihrer Partnerin Jewgenija Lewaschowa das Finale der ITA National Fall Championships im Damendoppel. Bei den ITA National Fall Championships 2017 erreichte sie das Viertelfinale im Dameneinzel und stand bei den NCAA Division I Tennis Championships 2018 im Finale des Dameneinzel.

## Turniersiege

### Einzel
| Nr. | Datum         | Turnier | Kategorie   | Belag     | Finalgegnerin        | Ergebnis  |
| --- | ------------- | ------- | ----------- | --------- | -------------------- | --------- |
| 1.  | 18. Juni 2017 | Sumter  | ITF $25.000 | Hartplatz | Francesca Di Lorenzo | 6:3, 7:64 |

### Doppel
| Nr. | Datum            | Turnier                  | Kategorie | Belag     | Partnerin                | Finalgegnerinnen                          | Ergebnis          |
| --- | ---------------- | ------------------------ | --------- | --------- | ------------------------ | ----------------------------------------- | ----------------- |
| 1.  | 18. Juni 2021    | Madrid                   | ITF W25   | Hartplatz | Olivia Tjandramulia      | Yvonne Cavalle-Reimers Celia Cerviño Ruiz | 6:2, 4:6, [10:8]  |
| 2.  | 29. Oktober 2022 | Tyler                    | ITF W80   | Hartplatz | Marija Kosyrewa          | Jaeda Daniel Nell Miller                  | 7:5, 6:2          |
| 3.  | 21. Januar 2023  | Boca Raton               | ITF W25   | Sand      | Tiphanie Lemaître        | Kayla Cross Renata Zarazúa                | 4:6, 6:1, [10:4]  |
| 4.  | 14. Mai 2023     | Platja d’Aro             | ITF W25   | Sand      | Ellen Perez              | Francisca Jorge Matilde Jorge             | 6:3, 3:6, [12:10] |
| 5.  | 29. Juli 2023    | Dallas                   | ITF W60   | Hartplatz | Sophie Chang             | Makenna Jones Jamie Loeb                  | 6:2, 6:2          |
| 6.  | 6. Januar 2024   | Arcadia                  | ITF W35   | Hartplatz | Angela Kulikov           | Haley Giavara Brandy Walker               | 6:3, 6:2          |
| 7.  | 3. Mai 2025      | Santa Margherita di Pula | ITF W35   | Sand      | Astrid Wanja Brune Olsen | Jasmijn Gimbrère Stéphanie Visscher       | 3:6, 6:4, [10:5]  |
| 8.  | 9. August 2025   | Southaven                | ITF W35   | Hartplatz | Catherine Harrison       | Hiroko Kuwata Kyōka Okamura               | 6:3, 6:2          |

## Persönliches
Ashley ist die Tochter von Pauline und Corning Lahey und hat zwei ältere Geschwister.

## Auszeichnungen
- ITA Senior Player of the Year 2020
- ITA All-American singles 2017, 2018, 2020[3]
- ITA Collegiate All-Star Team 2018